# Bayerische S 2/5
Die Schnellzug-Dampflokomotiven der Gattung S 2/5 der Königlich Bayerischen Staatseisenbahnen waren die ersten in Deutschland gebauten Lokomotiven mit durchgehendem Barrenrahmen. Vorbild für diese Rahmenbauart waren die 1900 von der Bayerischen Staats-Eisenbahn aus den USA importierten zwei Baldwin-Lokomotiven, welche ebenfalls die Gattungsbezeichnung S 2/5 erhalten hatten.

## Geschichte
Maffei baute 1904 zehn Stück der in vielen Bauteilen mit der parallel entwickelten S 3/5 übereinstimmenden Maschinen. Beispielsweise verzichtete man im Interesse der Verwendung auch bei der S 3/5 auf eine bei der gewählten Achsordnung möglich gewesenen breiteren Feuerbüchse, diese war nur rund 90 mm breiter als der Barrenrahmen der Lok. Aus fertigungstechnischen Gründen waren die Rahmenwangen noch nicht aus einem Stück gewalzt, sondern aus mehreren Barren zusammengeschmiedet. Erstmals in Bayern wurde ein Treibraddurchmesser von 2.000 mm statt des zuvor bei bayerischen Schnellzuglokomotiven üblichen Durchmessers von 1.870 mm verwandt. Wie bei den beiden aus den USA importierten Lokomotiven erfolgte der Antrieb durch ein Vierzylinder-Verbundtriebwerk. Statt des Vauclain-Triebwerks wählte man jedoch die in Europa üblichere Bauart mit zwei Innen- und zwei Außenzylindern in der Bauart von Borries, also mit  Antrieb aller vier Zylinder auf eine Achse.
Bei Versuchsfahrten erreichte eine der Lokomotiven 135 km/h; im Regelbetrieb galten 110 km/h Höchstgeschwindigkeit. Die Lokomotiven waren zunächst beim Bw München I beheimatet und zogen unter anderem so berühmte Züge wie den Orient-Express und den Nord-Süd-Express. Wie bei allen deutschen Atlantics reichte die Zugkraft der zwei angetriebenen Achsen für die steigenden Zuglasten zu Beginn des 20. Jahrhunderts jedoch bald nicht mehr aus. Die S 2/5 konnte eine Zuglast von 250 t in der Ebene mit 110 km/h und auf einer Steigung von fünf Promille noch mit 85 km/h bewegen. Den Maschinen war daher kein langer Einsatzzeitraum vergönnt, obwohl sie sehr gute Laufeigenschaften besaßen und als ausgesprochener Schnellläufer angesehen wurden.
1910 kamen die Lokomotiven ins pfälzische Netz zum Bw Ludwigshafen und zur Betriebswerkstätte Nürnberg. 1922 waren nur noch acht S 2/5 vorhanden. Die Deutsche Reichsbahn übernahm als Baureihe 14.1 noch fünf Lokomotiven mit den Nummern 14 141–145. Diese wurden im Jahr 1927 ausgemustert.
Die Lokomotiven waren mit Schlepptendern der Bauart bay 2'2' T 21 ausgestattet.